# Hydnocarpus filipes
Hydnocarpus filipes är en tvåhjärtbladig växtart som beskrevs av Symington och Sleum.. Hydnocarpus filipes ingår i släktet Hydnocarpus och familjen Achariaceae. Inga underarter finns listade i Catalogue of Life.